# Kvarnagölen, Skåne
Kvarnagölen är en sjö i Osby kommun i Skåne och ingår i Helge ås huvudavrinningsområde.